# Іван (Красовський)
Іва́н Красо́вський гербу Ястшембець (Ян Дамаскин Красовський, пол. Jan Damascen Krassowski herbu Jastrzębiec) (? — 23 серпня/2 вересня 1827, Жидичин) — єпископ Української греко-католицької церкви; з 3 лютого 1826 року — єпископ Луцький і Острозький.

## Життєпис
Іван Красовський навчався у Віленській єзуїтській колегії. У 1798 був висвячений на священника. 22 вересня 1809 року, після смерті митрополита Іраклія Лісовського, його номіновано на архієпископа Полоцького. 10 січня 1811 року разом з двома єпископами латинського обряду — мінським Якубом Ігнацієм Дедерком та могилевським Кипріяном Одинцем — митрополит Григорій Коханович висвятив його на єпископа.
3 лютого 1826 року видано царський указ про звільнення владики Івана Красовського з Полоцької архієпископії та переведення його на Луцьку катедру. Помер 23 серпня 1827 року в Жидичині.